# Carinthian Cowboys
I Carinthian Cowboys sono stati una squadra di football americano di Klagenfurt am Wörthersee, in Austria.
Nel 2005 si sono fusi con i Carinthian Black Lions e con i Carinthian Falcons, per fondare quelli che nel 2008 si chiameranno Black Lions.

## Dettaglio stagioni

### Tackle football

#### Tornei nazionali

##### AFL
| Stagione | regular season | regular season | regular season | regular season | regular season | regular season | playoff | playoff | playoff | playoff | playoff | playoff    | playoff       |
|          | Vin            | Par            | Per            | Tot            | PF             | PS             | Vin     | Per     | Tot     | PF      | PS      | risultato  | avversaria    |
| -------- | -------------- | -------------- | -------------- | -------------- | -------------- | -------------- | ------- | ------- | ------- | ------- | ------- | ---------- | ------------- |
| 2000     | 3              | 0              | 5              | 8              | 157            | 271            | 0       | 1       | 1       | 0       | 64      | Semifinale | Tirol Raiders |
| 2004     | 1              | 0              | 5              | 6              | 57             | 223            | -       | -       | -       | -       | -       | -          | -             |
| Totale   | 4              | 0              | 10             | 16             | 214            | 494            | 0       | 1       | 1       | 0       | 64      |            |               |

Fonti: Enciclopedia del Football - A cura di Roberto Mezzetti

### Riepilogo fasi finali disputate
| Anno | Luogo | Evento | Fase del torneo | Incontro                           | Risultato |
| 2000 |       | AFL    | Semifinale      | Tirol Raiders - Carinthian Cowboys | 64 - 0    |